# Florent Hanin
Florent Hanin, né le 4 février 1990 au Havre, est un footballeur français qui évolue au poste d'arrière gauche à Angers SCO.

## Carrière sportive

### Formation au Havre AC
Florent Hanin commence le football dans le club de Gonneville-la-Mallet avant de rejoindre le centre de formation du Havre AC où il arrive à 12 ans et signe son premier contrat professionnel, Florent Hanin n'a jamais réussi à intégrer l'équipe première et se contente d'apparition avec l'équipe réserve durant trois ans, barré notamment par Benjamin Mendy, futur champion du monde. Il doit quitter son club de cœur à la fin de son contrat et se retrouve au chômage.

### Départ au Portugal
En 2011, il signe libre au Leixões SC, en deuxième division portugaise, où il termine la saison parmi les meilleurs latéraux de championnat, mais il n'est plus payé pendant six mois et quitte donc le club.
En 2012, il signe au SC Braga, en Liga NOS, mais se retrouve derrière Elderson Echiéjilé dans la hiérarchie des arrières gauches et ne joue aucun match avec l'équipe première. Il joue cependant avec l'équipe réserve qui évolue en seconde division portugaise.
Il est ensuite prêté en janvier 2013 au Moreirense FC, mais ne parvient pas à se maintenir en première division avec ce club. Malgré la relégation, il est de nouveau prêté à Moreirense de septembre 2013 à janvier 2014.

### Globe Trotter
Toujours barré par la concurrence à Braga, il est de nouveau prêté en Grèce le 17 janvier 2014, au Panetolikos FC, où il signe sans rien connaître du club, le SC Braga ne lui ayant pas laissé le choix. Mais où il ne reste que quelques mois, car le club ne peut plus payer son contrat à cause de la crise grecque.
En juillet 2014, près avoir été libéré de son contrat à Braga, il signe au Lierse SK en Belgique, mais il garde un très mauvais souvenir de ce club belge, car il doit quitter le club à trois jours de la fin du mercato, à la demande du président.
En mars 2015, son agent lui propose de signer dans le club norvégien du Stromsgodset IF, où il termine deuxième du championnat, et joue trois matchs de qualification pour la Ligue Europa. Il déclare plus tard dans une interview à beIN Sports que ce club a été le meilleur moment de sa carrière. 
A la fin de la saison norvégienne, il signe en Suisse au FC Saint-Gall.

### Deuxième séjour au Portugal
En 2016, il fait son retour au Portugal, où il s'impose enfin comme titulaire en Liga NOS, avec le club du CF Belenenses.
En 2018, ses bonnes performances en championnat lui permettent de rejoindre le club que supporte sa femme, le Vitória Guimarães alors qualifié pour la Ligue Europa. Tombé amoureux du club, il confie même souhaiter y retourner à la fin de sa carrière pour devenir socios.

### Retour en France
En 2020, il revient en France à 30 ans pour jouer au Paris FC en Ligue 2, avec qui il connaît sa première expérience professionnelle française. Il marque son premier but en championnat le 20 mars 2021, d'une magnifique demi-volée. Pendant son séjour au club, il porte à plusieurs reprises le brassard de capitaine du Paris FC.
Libre après trois saisons dans la capitale, il signe le 31 juillet 2023 au Angers SCO, tout juste descendu de l'élite. Dès la première saison, il participe à la montée du club en Ligue 1 en terminant vice-champion de Ligue 2.

## Palmarès
Il est champion de deuxième division portugaise en 2014 avec le Moreirense FC.
Il est vice-champion de Norvège en 2015 avec Strømsgodset IF et vice-champion de Ligue 2 avec Angers SCO en 2024.